# Dustbot

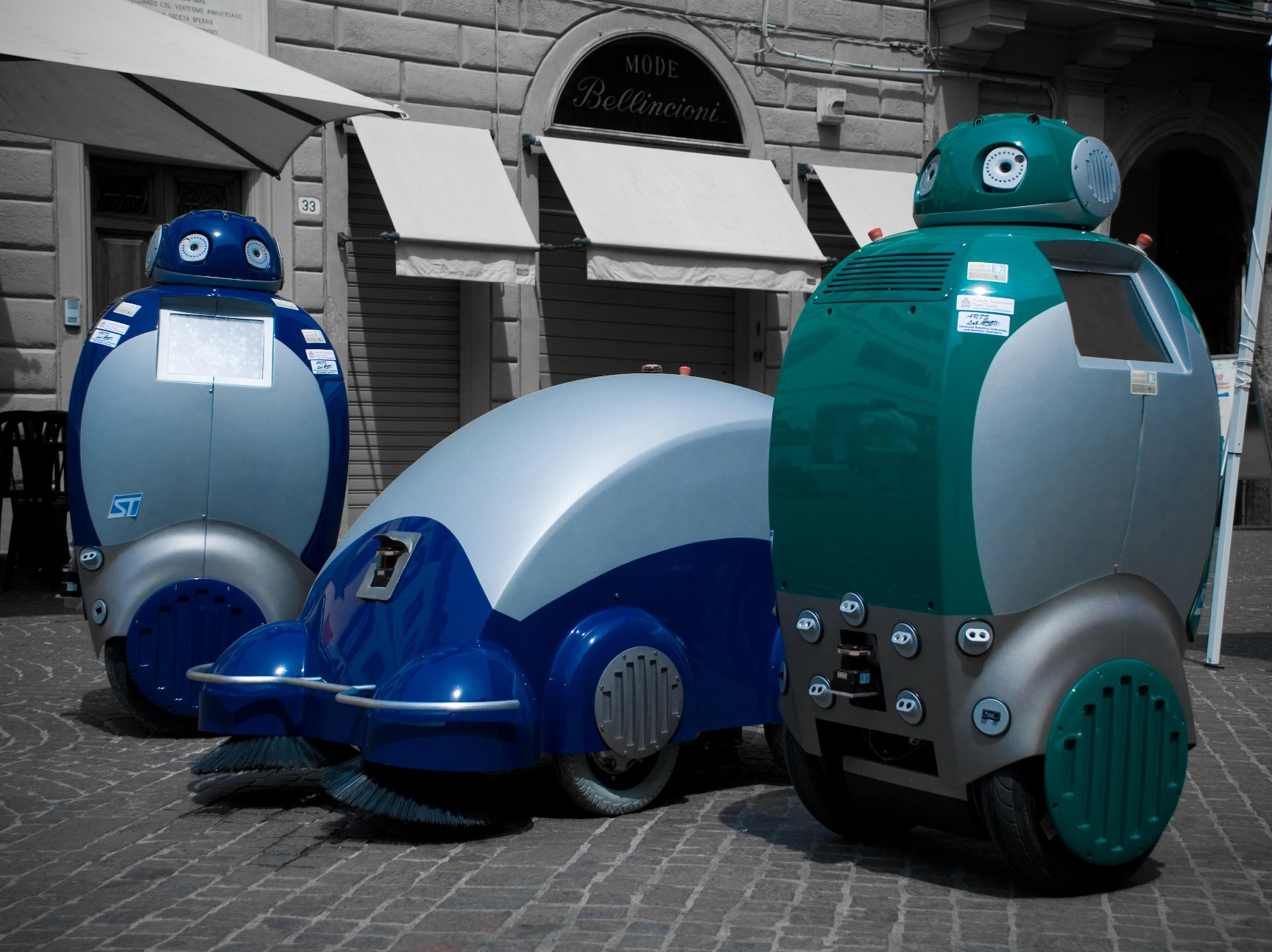
Protótipos de Dustbots diferentes

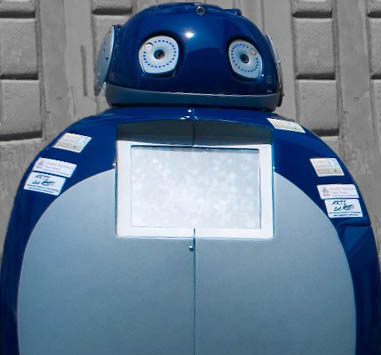
Detalhes de um Dustbot

Com  Dustbot é denominada uma série de protópios de robôs destinados para a recolha de resíduos e limpeza de áreas urbanas. Desde 2009 os protópios, desenvolvidos por cientistas europeus de diversas universidades, estão sendo testados nas cidades Peccioli (Itália) e Örebro (Suécia).

## Dustcart
É um robô da altura de um homem, que equilibra-se sobre uma base Segway (meio de transporte de duas rodas) e pode navegar até sua porta, se for convocado por telefone ou por SMS (mensagem via telefone móvel). Após o chamado ele e despachado para o local de origem do SMS, e para isso ele utiliza de GPS (aparelho de localização), câmeras e sensores que varrem o seu caminho a frente e o impede de bater em objeto sou qualquer outra coisa estacionada em seu caminho. Quando o robô chega a pessoa, possibilita a ela programar o tipo de lixo em uma tela touch screen (visor eletrônico que pode detectar a presença e localização de um toque dentro da área de exibição) presente em sua lateral, e então o lixo poderá ser colocado na cesta, onde será despejado em um local pré-programado.
Em todo momento ele e vigiado por uma central que recebe informações e imagens gravadas pelas câmeras e sensores para que possam garantir o seu perfeito funcionamento, e intervirem quando necessário.
A interação com as redes sem fio o possibilita usar um sistema de triangulação inteligente para se navegar até a casa de um morador. O percurso pode ser alterado para evitar colisões, mas ele automaticamente reprograma o percurso encontrando um novo caminho para seu destino. Sua cesta de lixo suporta um peso de até 50 kg.

## Dustclean
É um robô autônomo móvel, equipado sobre um conjunto de quatro rodas que possibilita sua locomoção, com escovas para varrer o solo e o coletor de lixo, que coleta a partir do solo, como papel, latas, cigarros, etc.
Ele e utilizado na limpeza de ruas, calçadas, praças e muitos outros locais. Ele também opera automaticamente e o lixo é despejado em um local pré-programado, assim como o Dustcart.

## Teste do Dustbot
Os Dustbots começaram a ser testados começo de 2009, em uma pequena cidade da Itália chamada Peccioli, perfeita para os teste, porque suas são estreitas o que impede a passagem de caminhões. Eles estão sendo apresentados em mais seis cidades da Europa, duas no Japão e uma na Coréia do Sul. Cem famílias já estão participando do teste em Peccioli, e se forem aprovadas, algumas unidades começaram a ser vendidas no final do ano.

## Funcionalidades extras
Além de recolher o lixo o Dustcart também oferece outras funções com: informar a qualidade do ar, sugestões para reciclagem e até mesmo informações turísticas sobre a cidade, tudo isso acessível através de sua tela.